# Leo Trepp

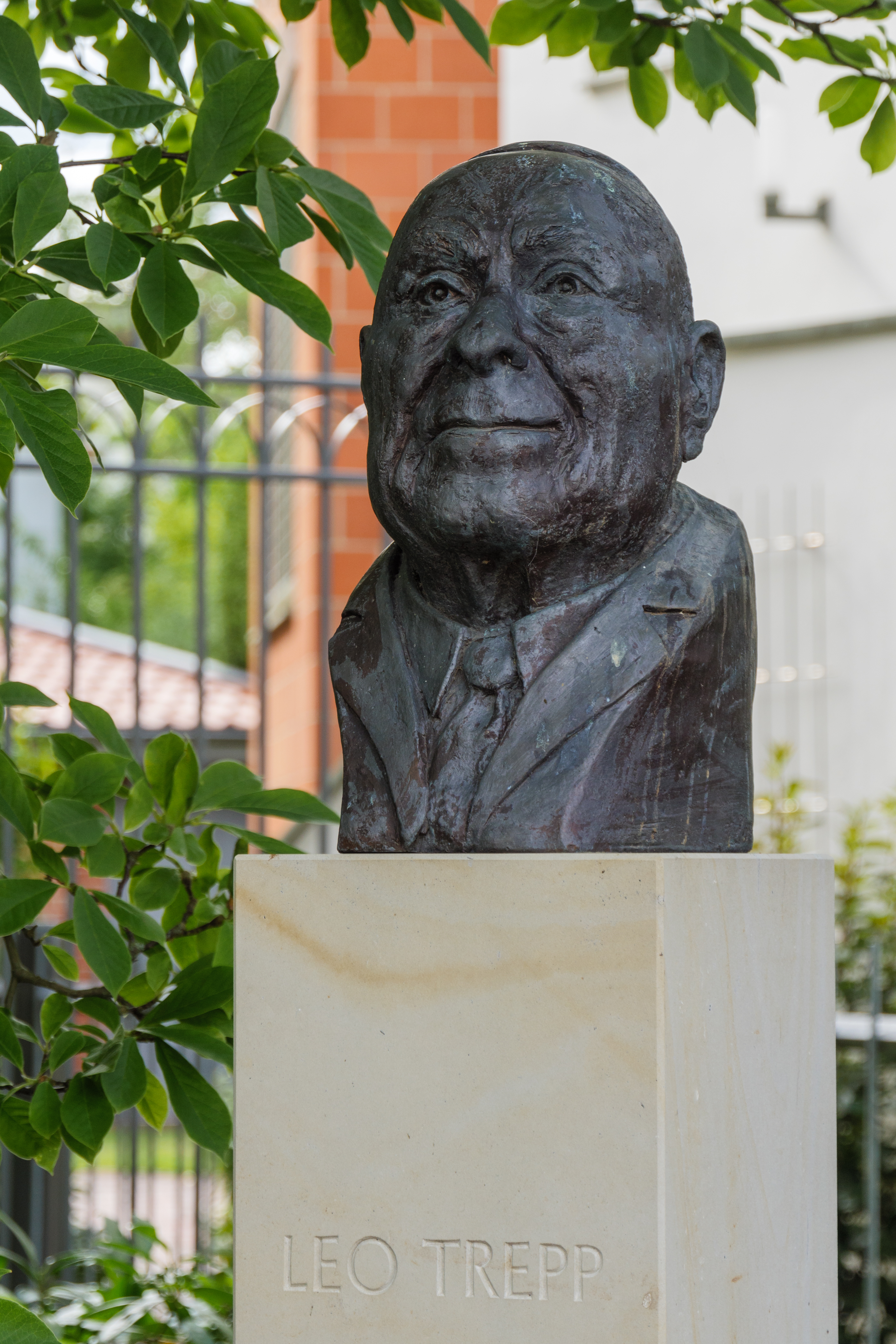
Leo-Trepp-Büste vor der Oldenburger Synagoge

Leo Trepp (geboren am 4. März 1913 in Mainz; gestorben am 2. September 2010 in San Francisco) war ein deutsch-US-amerikanischer Rabbiner und Professor für Judaistik und Geisteswissenschaften.

## Leben
Die Eltern von Leo Trepp waren Maier Trepp (1873–1941) aus Fulda und Selma Ziporah Hirschberger (1879–1942) aus Oberlauringen. Der Bruder von Leo Trepp ist Gustav Israel Trepp (1917–2014).
Leo Trepp legte 1931 sein Abitur am Gymnasium am Kurfürstlichen Schloss ab und studierte anschließend Philosophie und Philologie an der Universität Frankfurt und der Universität Berlin. Er promovierte am 16. Juni 1935 an der Universität Würzburg bei Adalbert Hämel mit einer Arbeit zum Thema „Taine, Montaigne, Richeome. Ihre Auffassungen von Religion und Kirche. Ein Beitrag zur französischen Wesenskunde“ zum Doktor der Philosophie (Dr. phil.). Er war damit der letzte jüdische Student, der unter der Herrschaft der Nationalsozialisten an der Philosophischen Fakultät der Universität Würzburg promoviert wurde. Die gleichzeitige Ausbildung am Rabbinerseminar in Berlin, das von dem neo-orthodoxen Rabbiner Esriel Hildesheimer gegründet worden war, führte 1936 zu seiner Ordination zum Rabbiner.
Er trat am 1. August 1936 – zunächst als Beauftragter des Preußischen Landesverbandes jüdischer Gemeinden – das Amt des Rabbiners in Oldenburg an. Am 22. November 1936 wurde er einstimmig durch den jüdischen Landesgemeinderat in Oldenburg zum Landesrabbiner gewählt. Er hatte diese Stelle bis kurz nach den Novemberpogromen 1938, bis Mitte Dezember 1938, inne. In dieser kurzen Amtszeit gelang es ihm, unterstützt von einem Oldenburger Regierungsbeamten, noch eine jüdische Schule einzurichten, in der die Kinder der Gemeinde bis Ende April 1940 zusammen unterrichtet wurden, während ihnen der Besuch öffentlicher Schulen seit 1938 verboten war.
Er heiratete am 26. April 1938 Miriam de Haas (1916–1999), die Tochter seines Vorgängers im Amt, Landesrabbiner Philipp de Haas (1884–1935). Aus dieser Ehe ist eine Tochter hervorgegangen.
Zusammen mit seinen männlichen Gemeindemitgliedern wurde Trepp zunächst in Oldenburg (10. bis 11. November 1938) in sogenannte Schutzhaft genommen. Gemeinsam mit 42 anderen Männern führten SA-Trupps Trepp an der noch brennenden Synagoge vorbei durch die Innenstadt. Anschließend wurde er in das KZ Sachsenhausen deportiert (11. bis 30. November 1938). Er wurde infolge eines Einspruchs des damaligen britischen Chief Rabbi Joseph Hertz aus dem KZ entlassen und emigrierte am 18. Dezember 1938 zunächst nach England. Von dort emigrierte er später in die USA, studierte an der Harvard University und amtierte als Rabbiner in verschiedenen Gemeinden. 1951 wurde er an das Napa College in Kalifornien berufen, deren geisteswissenschaftlicher Fakultät er als Professor für Philosophie und Geisteswissenschaften bis zu seiner Emeritierung im Jahre 1983 angehörte.
1971 las er an der Universität Hamburg über jüdische Theologie und an der Universität Oldenburg über die Grundzüge des Judentums. Von da an kam er regelmäßig nach Deutschland, begleitete die Oldenburger Gemeinde bei ihrer Neugründung und lehrte an verschiedenen Universitäten. Daneben hielt er zahlreiche Vorträge und setzte sich für den Dialog zwischen Juden und Christen ein, den er selbst zeit seines Lebens führte. Vehement trat er für die Etablierung eines Fachs Jüdische Studien an deutschen Universitäten ein. Seit 1983 lehrte er beinahe jährlich als Professor für Judaistik im Fachbereich Evangelische Theologie an der Johannes Gutenberg-Universität Mainz; seit 1988 war er dort Honorarprofessor. Am 27. Mai 1996 entzündete er das Ner Tamid zur Neueinweihung der Synagoge in Mainz-Weisenau.
Seit 1986 war er Ehrenmitglied der Central Conference of American Rabbis. Leo Trepp war der letzte noch lebende Rabbiner, der bereits in der NS-Zeit amtiert hatte.
Nach dem Tod seiner ersten Frau Miriam am 15. Dezember 1999 lebte Trepp ab dem Jahr 2000 mit der 1958 geborenen Witwe Gunda Wöbken-Ekert zusammen, die später seine zweite Ehefrau wurde.
Leo Trepp verstarb am 2. September 2010 in San Francisco.

## Denken und Werk
Zeit seines Lebens beschäftigte Trepp die Frage, wie Juden in der modernen Welt ihre jüdische Identität erhalten und stärken und sich gleichzeitig der Umwelt öffnen und verantwortliche Staatsbürger sein konnten. Er lehrte und schrieb über jüdische Denker und untersuchte, inwieweit ihre Ansätze sich auf die aktuelle Zeit übertragen ließen. Und er zeigte, dass sich vor allem das Diaspora-Judentum seit Jahrtausenden ständig weiterentwickelte, aus innerjüdischer Notwendigkeit und auch, weil es sich herausgefordert sah, sich zu der Mehrheitsgesellschaft und deren Anforderungen und Anfeindungen zu verhalten. Die Shoa hatte einen tiefen Einfluss auf sein Denken und Schreiben. Nach der Ermordung von sechs Millionen Juden richtete sich sein Fokus nun darauf, die jüdische Gemeinschaft zu stärken. Er versuchte, besonders den Juden ihre Religion und Kultur zugänglicher zu machen und ein solideres jüdisches Wissen zu vermitteln. Zudem plädierte er dafür, nichtjüdische Ehepartner stärker in Gemeinden einzubeziehen und Übertritte zum Judentum zu erleichtern. Er warb für die Gleichberechtigung von Frauen in jüdischen Gemeinschaften und praktizierte sie in den von ihm betreuten Gemeinden.
Ab den Sechzigerjahren verfasste er Bücher über das Judentum, mit denen er Juden wie Nichtjuden erreichen wollte. In seinem Schreiben war es ihm ein Anliegen, „dazu bei[zu]tragen, die jüdische Religion als einen lebendigen Glauben verstehen zu lernen, die Weite und Tiefe ihres Wirkens und die bleibenden Errungenschaften, die sie der Menschheit brachte, zu erkennen“. Für die nichtjüdische Seite war seine Hoffnung dabei stets, dass konkretes Wissen über das Judentum neue Stereotype und neue Feindseligkeiten gegen Juden vermeiden werde. Aus seiner Sicht waren zudem ein offener intellektueller Austausch zwischen verschiedenen Kulturen und Religionen und eine Verständigung auf gemeinsame Werte und Ziele für das Wohlergehen einer Gesellschaft unerlässlich.
In Büchern, Vorträgen und Predigten erörterte er die Frage, was jüdische Kultur und Ethik im Alltag von Juden bedeuteten und was sie zur allgemeinen Kultur beitragen können. Dabei ging er insbesondere darauf ein, dass wichtige Werte auch bei einer Integration bewahrt werden sollten und das jüdische Wertesystem nicht verloren gehen dürfe. „Der Glaube hat die Menschen geformt, und die Menschen haben ihren Glauben geformt in einer nicht endenden Entwicklung. Judentum ist ewiger Glaube und ewiges Volk, ein nicht endender Dialog zwischen Gott und den Menschen.“
In seinen letzten Jahren beobachtete Trepp eine Zunahme des Antisemitismus sowie eine Gleichgültigkeit von Nichtjuden judenfeindlichen Angriffen gegenüber. „Es sollte einen bundesweiten Aufschrei geben, wenn Juden mit einer Kippa auf dem Kopf angegriffen werden“, sagte Trepp in einer Rede anlässlich des sechzigsten Jahrestages der Befreiung des Konzentrations- und Vernichtungslagers Auschwitz vor dem Mainzer Landtag im Jahr 2005. Für ihn trugen die Menschen in Deutschland besondere Verantwortung, Antisemitismus, Hass und Vorurteile zu bekämpfen. Trepp erkannte jedoch darüber hinaus einen wachsenden Antizionismus, sowohl in Deutschland als auch in anderen Ländern. Diesen hielt er besonders deshalb für problematisch, da er häufig mit einer Ignoranz von Realitäten einhergehe und die beiden Seiten im Nahostkonflikt in festgelegten Opfer- und Täterrollen sehe. „Man mag diese Haltung sogar als antisemitisch empfinden, weil sie von als unveränderlich erscheinenden Vorurteilen getragen ist, die Angehörigen einer ganzen Gruppe, nämlich den Juden, gelten.“
Er selbst äußerte sich immer wieder kritisch zur Politik und Regierung Israels. Er plädierte für eine Stärkung nicht-orthodoxer Richtungen und eine Zweistaaten-Lösung.

## Ehrungen
- 1971: Großes Siegel der Stadt Oldenburg (aus Anlass seines 35. Amtsjubiläums der in Oldenburg begonnenen Rabbinertätigkeit)
- 1979: George-Washington-Ehrenmedaille der Heritage Foundation
- 1985: Ehrendoktorwürde Doctor of Divinity honoris causa vom Hebrew Union College/Jewish Institute of Religion
- 1985: Goldenes Doktor-Diplom der Universität Würzburg
- 1989: Ehrendoktorwürde der Universität Oldenburg
- 1990: Ehrenbürger der Stadt Oldenburg
- 1993: Johannes-Gutenberg-Plakette der Stadt Mainz
- 1996: Ehrensenator der Universität Mainz
- 1997: Bundesverdienstkreuz 1. Klasse
- 2003: Oldenburg-Preis der Oldenburgischen Landschaft und Ehrenring der Stadt Mainz[21]
- 2006: Ehrenschüler am Gymnasium am Kurfürstlichen Schloss (anlässlich des 175-Jahre-Schuljubiläums)[22]
- 2010: Ehrenmitgliedschaft der Universität Würzburg
- 2010: Errichtung des Leo-Trepp-Lehrhauses in Oldenburg
- 2012: Etablierung einer regelmäßigen Leo-Trepp-Lehrveranstaltung an der University of Boston und der Synagoge Emanu-El in San Francisco
- 2013: Umbenennung eines Teils der Wilhelmstraße in Oldenburg in Leo-Trepp-Straße[23] und Benennung des Geländes vor dem Gymnasium am Kurfürstlichen Schloss in Mainz zum Leo-Trepp-Platz[24]
- 2017: Aufstellung einer Bronzebüste vor der Oldenburger Synagoge anlässlich des 25-jährigen Bestehens der Jüdischen Gemeinde zu Oldenburg[25]

## Publikationen
Bücher
- Eternal Faith, Eternal People. A Journey into Judaism. 1962
- Die Landesgemeinde der Juden in Oldenburg. Keimzelle jüdischen Lebens (1827–1938) und Spiegel jüdischen Schicksals. Oldenburg 1965
- Judaism. Development and Life. Wadsworth 1966
- Das Judentum. Geschichte und lebendige Gegenwart. Rowohlt Taschenbuch Verlag, Reinbek bei Hamburg 1969. (Später umbenannt in: Die Juden – Volk, Geschichte, Religion.)
- Die Oldenburger Judenschaft. Bild und Vorbild jüdischen Seins und Werdens in Deutschland. Oldenburg 1973
- A History of the Jewish Experience. Behrmann House, 1973
- The Complete Book of Jewish Observance. Behrmann House, 1980
- Die Geschichte der Oldenburger Juden und ihre Vernichtung. Isensee Verlag, 1988
- Die amerikanischen Juden. Profil einer Gemeinschaft. Kohlhammer, 1991
- Der jüdische Gottesdienst – Gestalt und Entwicklung. Kohlhammer, 1992
- Geschichte der deutschen Juden. Kohlhammer, 1996
- Das Vermächtnis der deutschen Juden. Zentrum für deutsche Studien, Ben-Gurion Universität und Konrad-Adenauer-Stiftung, 2000
- „Dein Gott ist mein Gott“. Wege zum Judentum und zur jüdischen Gemeinschaft. Kohlhammer, 2005
- Die Juden. Volk, Geschichte, Religion. Aktualisierte Neuausgabe, herausgegeben von Gunda Trepp. Hentrich & Hentrich, 2022

Aufsätze
- “Of German Jewry”, Conservative Judaism 3 (Nov. 1946), S. 1–8
- “The Philosophy of Franz Rosenzweig and that of Reconstructionism”, The Reconstructionist 31. Oktober 1947 (Jg. 12)
- „Ein Vorschlag zur Verjudung der Kirche“, Emuna 4 (1969), S. 363–366
- „Die Schrift im Lichte des Talmuds“, Emuna 7 (1972), S. 330–338
- „Gedanken zur Stellung der Frau“, Tradition und Erneuerung 42 (Bern 1977), S. 28–32
- Jüdische Ethik: Grundlagen und Lebensformen, in: „Ethik in nichtchristlichen Kulturen“, Mokrosch u. a. (Hrsg.), 1984
- “Toward a ‘S'likhah’ on the Holocaust”, Judaism 35 (1986), S. 344
- Jüdisches Denken im 20. Jahrhundert, in: „Das Judentum“ (RdM 27), G. Mayer (Hrsg.), Stuttgart u. a. 1994, S. 223–406

Sonstiges
- Nigune Magenza. Jüdische liturgische Gesänge aus Mainz. (incl. Noten und 2 Audio-CDs), Mainz 2004.
- Leo Trepp in Oldenburg: Der 95-Jährige erzählt aus seinem Leben in Oldenburg in der Nazi-Zeit. NWZ-TV, 31. Juli 2008[26]

## Hörbuchproduktion
- Rabbiner Leo Trepp erzählt aus seinem Leben: "Tzedek, tzedek Tirdof – Der Gerechtigkeit, der Gerechtigkeit sollst du nachjagen. Paul Lazarus Stiftung, Wiesbaden, 2014, ISBN 978-3-942902-09-0